# Groene specht
De groene specht (Picus viridis) is een vogel uit de familie van de spechten (Picidae). Het is een talrijke en wijdverspreide standvogel in het grootste deel van Europa en in het uiterste westen van Azië. De specht is eenvoudig te herkennen aan zijn groene verenkleed, zijn zwart met rode koptekening en zijn typische, luide roep. De groene specht voedt zich voornamelijk met mieren, die hij meestal op de grond zoekt. Anders dan veel andere spechtensoorten roffelt de groene specht slechts weinig op bomen.

## Kenmerken
De groene specht is een relatief grote specht. Een volwassen groene specht heeft een lichaamslengte van 31 tot 34 centimeter. Het gewicht ligt meestal rond de 170 à 180 gram, maar kan variëren tussen de 140 en 250 gram. De vleugelspanwijdte kan 40 tot 52 centimeter bedragen, maar is meestal tussen de 45 en 51 centimeter. Er is vrijwel geen verschil in gewicht en lengte tussen mannetjes en vrouwtjes.
Het verenkleed is olijfgroen op de nek en bovenzijde, geel op de stuit en lichtgrijsgroen op de onderzijde. De kleur van de vleugels verloopt van olijfgroen en gelig op de bovenzijde van de binnenste vleugelveren naar zwart met grote witte vlekken op de buitenste veren. De rode kopkap loopt van het voorhoofd tot achter in de nek. Het gezicht is tot de oorstreek zwart en de ogen zijn blauwig wit. Net als de meeste Europese spechten is de groene specht seksueel dimorf, al is het verschil tussen de geslachten relatief klein. Het mannetje heeft een zwart omzoomde rode baardstreep onder het oog, bij het vrouwtje is deze geheel zwart.

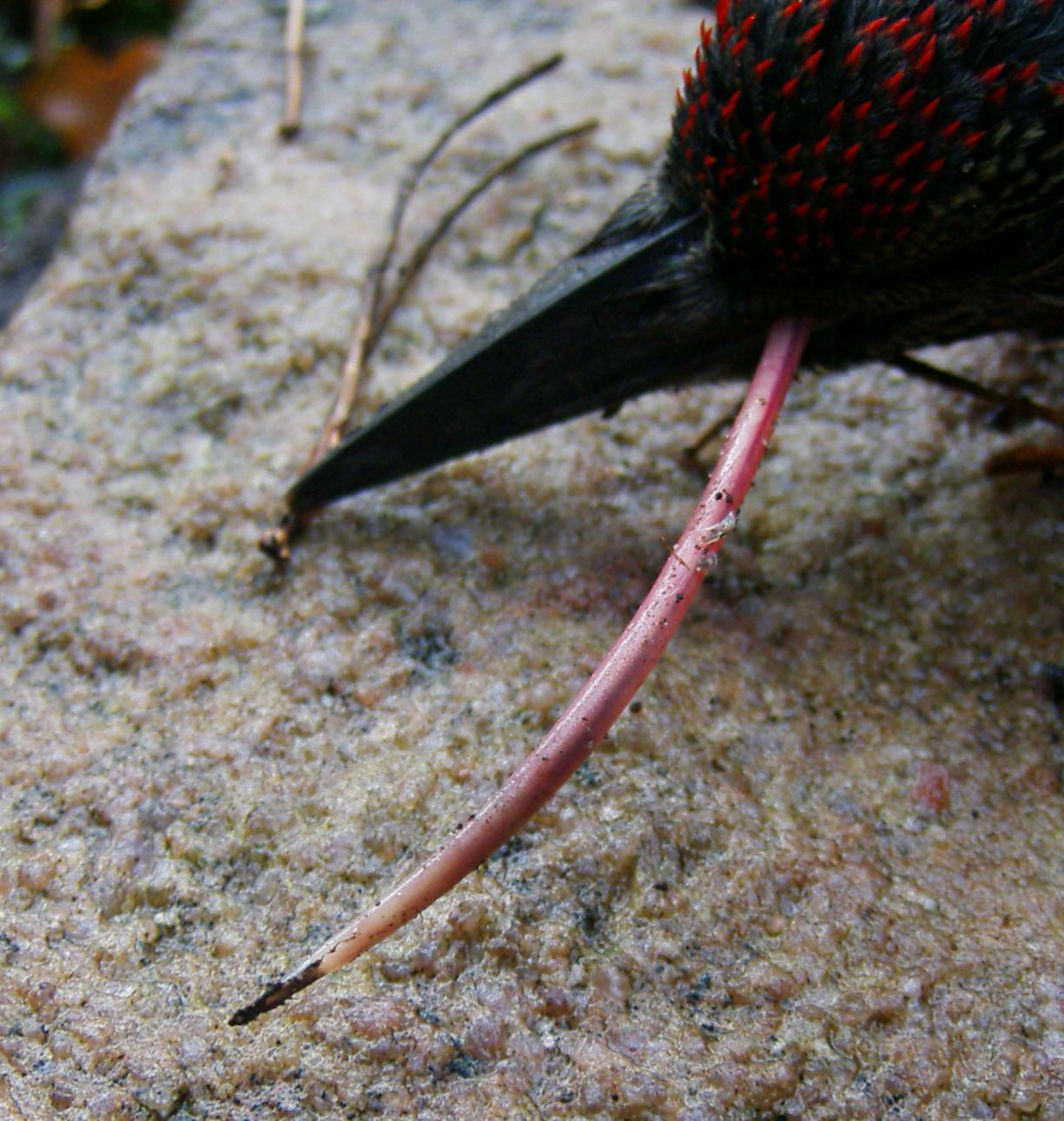
De groene specht gebruikt zijn lange tong voor het vangen van mieren

De tenen van de staalgrijze poten zijn als bij veel spechten zygodactyl geplaatst: twee tenen staan naar voren en twee naar achteren gericht. Deze geven samen met de stugge staartveren een goede grip en steun, wanneer de groene specht zich verticaal aan een stam vastklemt. Zijn snavel is echter relatief zwak voor een specht en is alleen geschikt voor zacht hout. De groene specht is meer aangepast op het foerageren op de grond dan de meeste andere spechten. Hij heeft hiervoor een ongewoon lange tong van zo'n tien centimeter, die hij rond zijn schedel kan oprollen. De verhoornde punt van de tong is plat, breed en van kleine weerhaken voorzien. De vergrote speekselklieren zorgen voor een grote kleverigheid.

### Juveniel

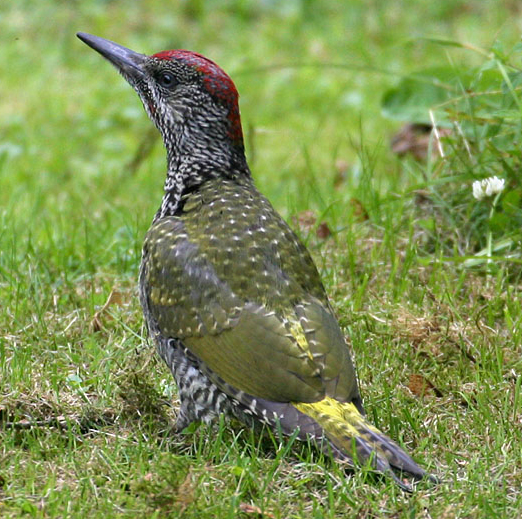
Juveniel

Het verenkleed van een juveniel is matter en bleker gekleurd dan die van een volwassene. De kop, hals en onderzijde zijn bedekt met donkere onregelmatige vlekken en strepen en de bovenzijde en vleugels hebben witte vlekken. De rode kopkap is vaal en vaak bedekt met grijze vlekken. De donkere koptekening is vaak moeilijk te onderscheiden. Bij vliegvlugge mannetjes kunnen al enkele rode veren in de baardstreep te zien zijn.
De eerste rui begint reeds enkele weken na het uitkomen van de eieren en is na ongeveer vier maanden afgerond. In de late herfst hebben juvenielen al het verenkleed van een volwassen vogel.

### Onderscheid met andere soorten
Door zijn grootte en het groene verenkleed is de groene specht eenvoudig te herkennen en kan hij met slechts weinig vogels verward worden. Het vrouwtje van de wielewaal (Oriolus oriolus) is ook groen gekleurd, maar is slanker en kleiner en heeft smallere vleugels en een langere staart. Het verspreidingsgebied van de groene specht overlapt dat van enkele gelijkende soorten van het geslacht Picus. In Centraal-Europa leeft de iets kleinere grijskopspecht (P. canus). Deze heeft een grijs gezicht, donkerrode ogen en slechts een smalle baardstreep. Bij het mannetje is enkel het voorhoofd rood en bij het vrouwtje ontbreekt de rode kopkap geheel. Bovendien is zijn habitat meer verbonden met bergen en bossen in vergelijking tot de groene specht. Levaillants specht (P. vaillantii) en de Iberische groene specht (P. sharpei) lijken beide sterk op de groene specht, maar komen respectievelijk enkel op het Iberisch Schiereiland en in het noordwesten van Afrika voor, gebieden waar de groene specht weinig wordt aangetroffen. De ogen van deze soorten zijn lichtgekleurd als bij de groene specht, maar de baardstreep is smal als bij de grijskopspecht.

Sterk gelijkende vogelsoorten
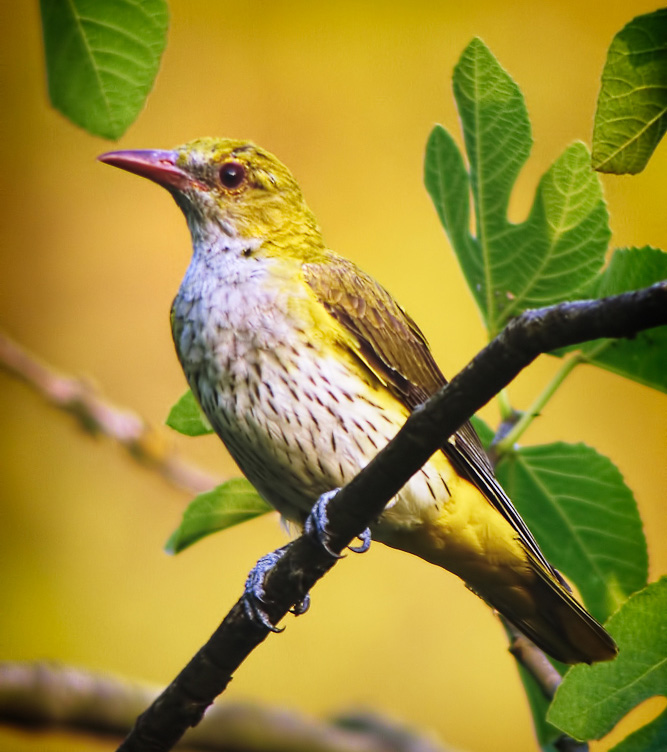
Wielewaal (Oriolus oriolus) ♀
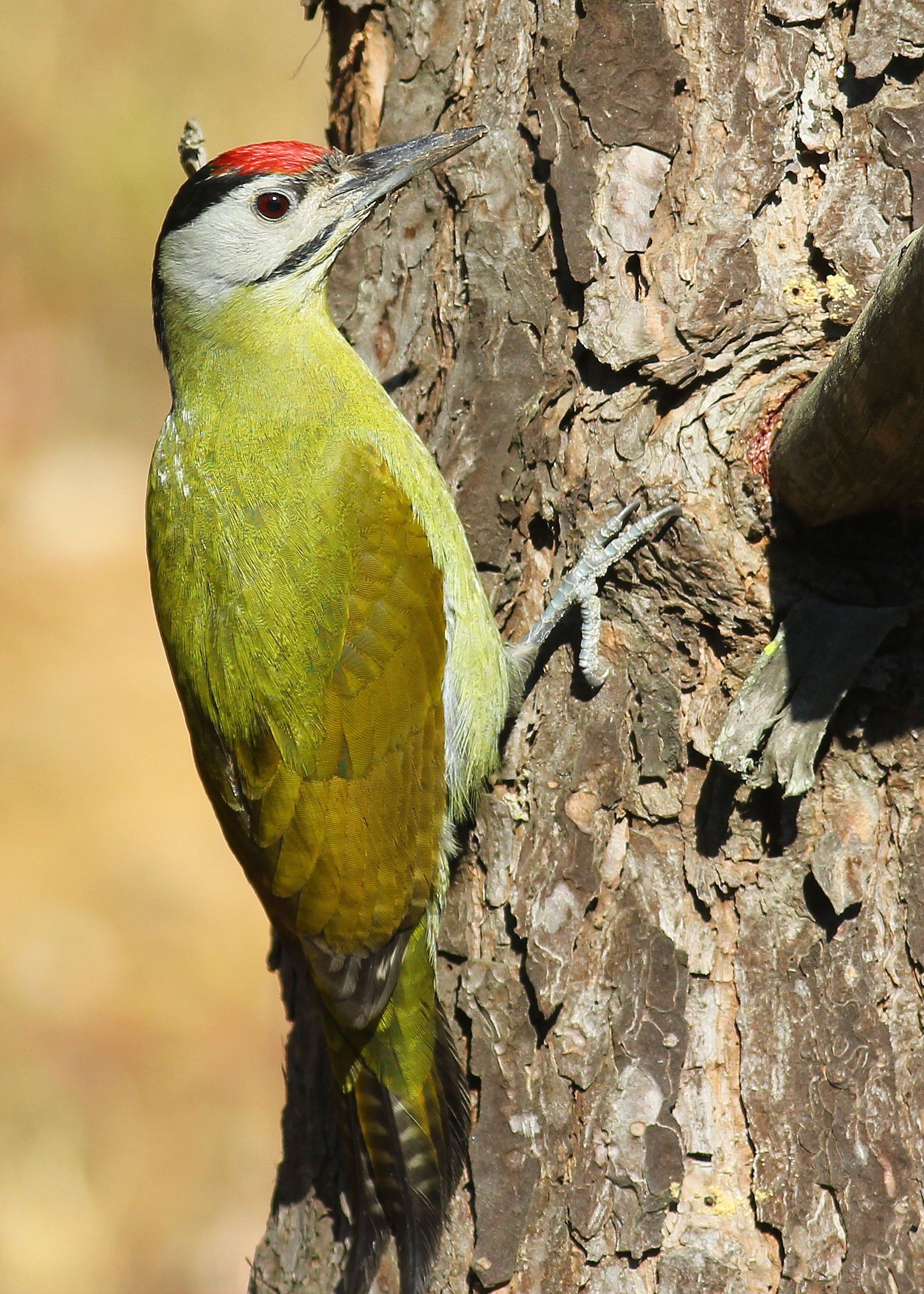
Grijskopspecht (Picus canus) ♂
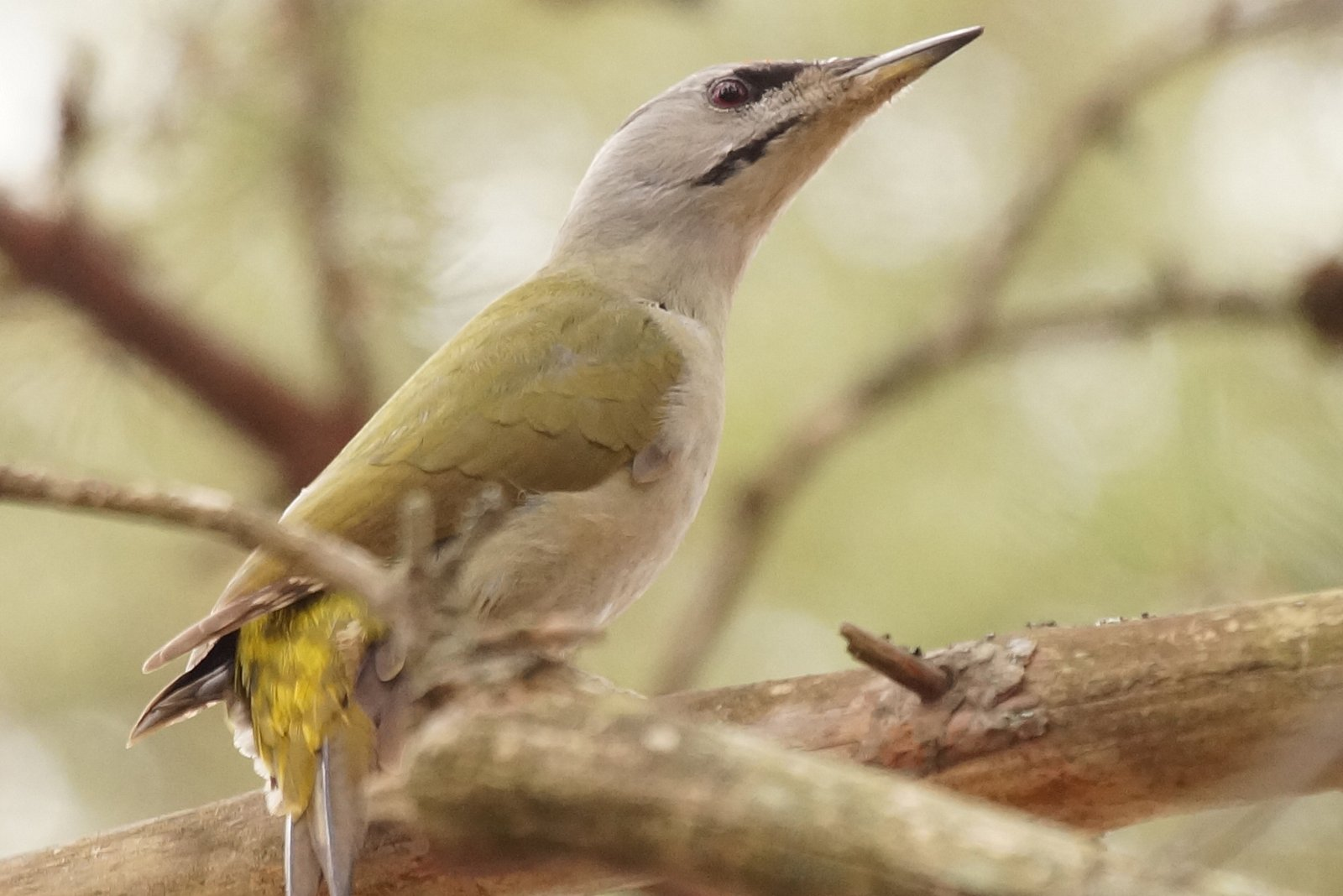
Grijskopspecht (Picus canus) ♀
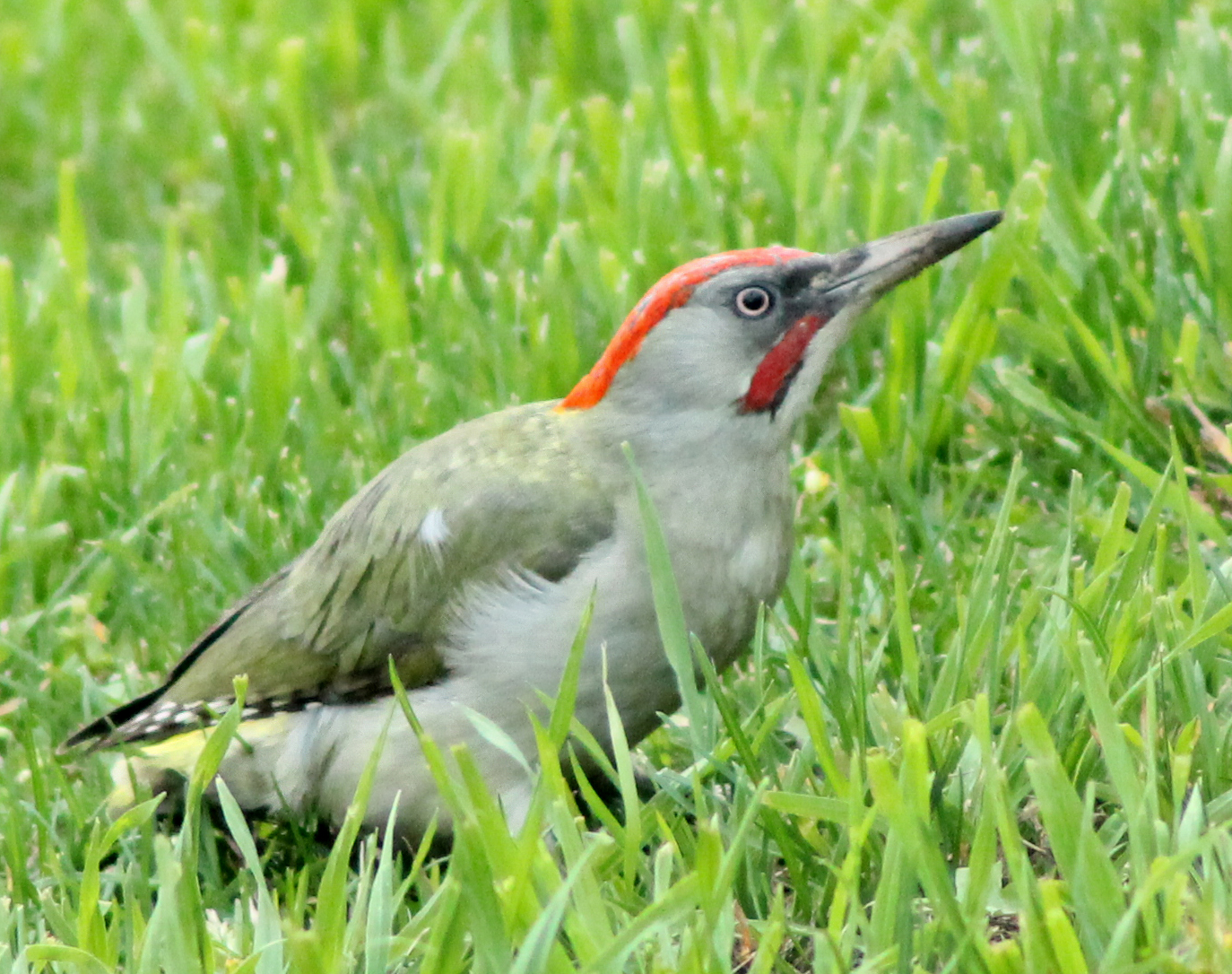
Iberische groene specht (Picus sharpei) ♂
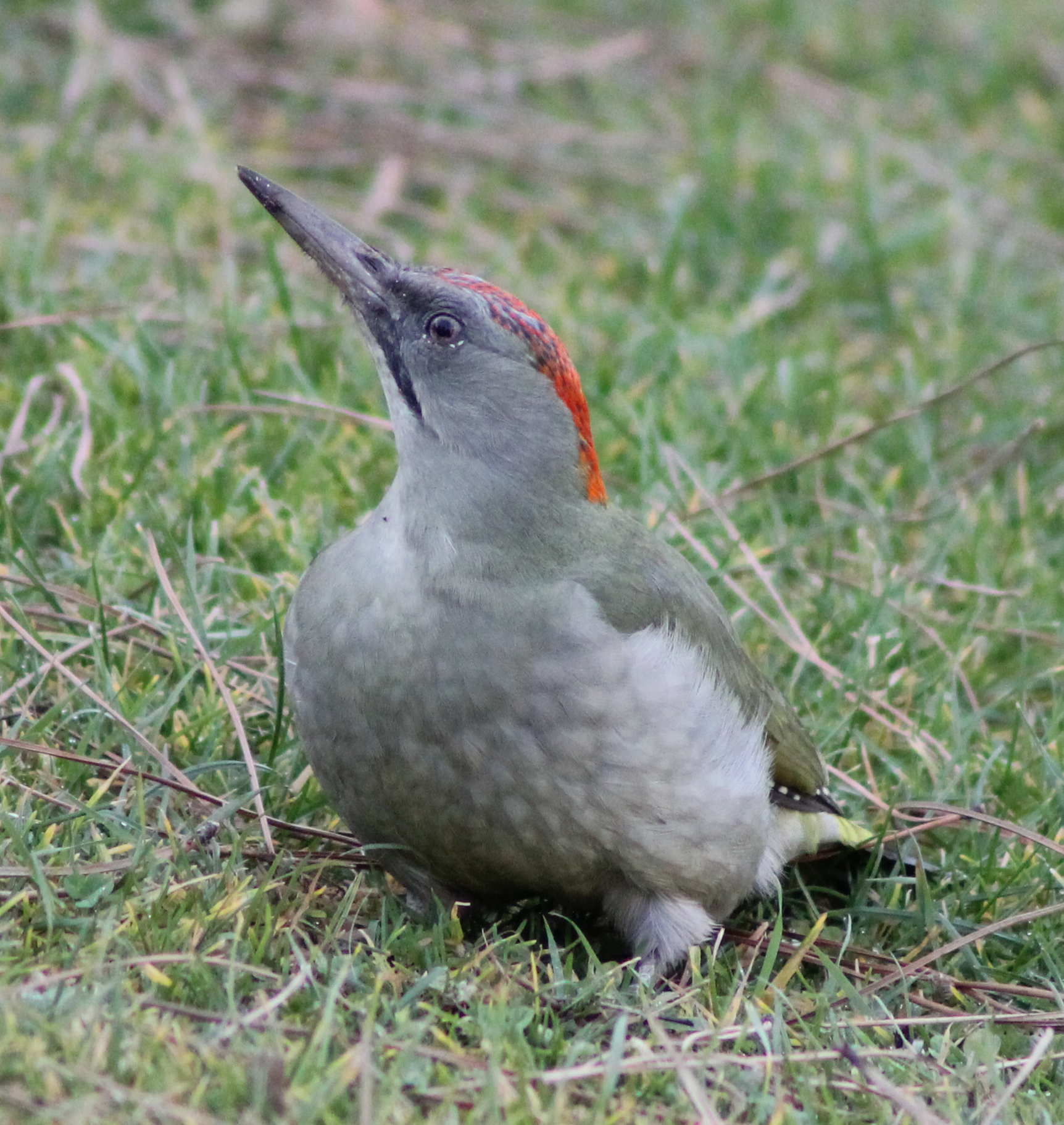
Iberische groene specht (Picus sharpei) ♀
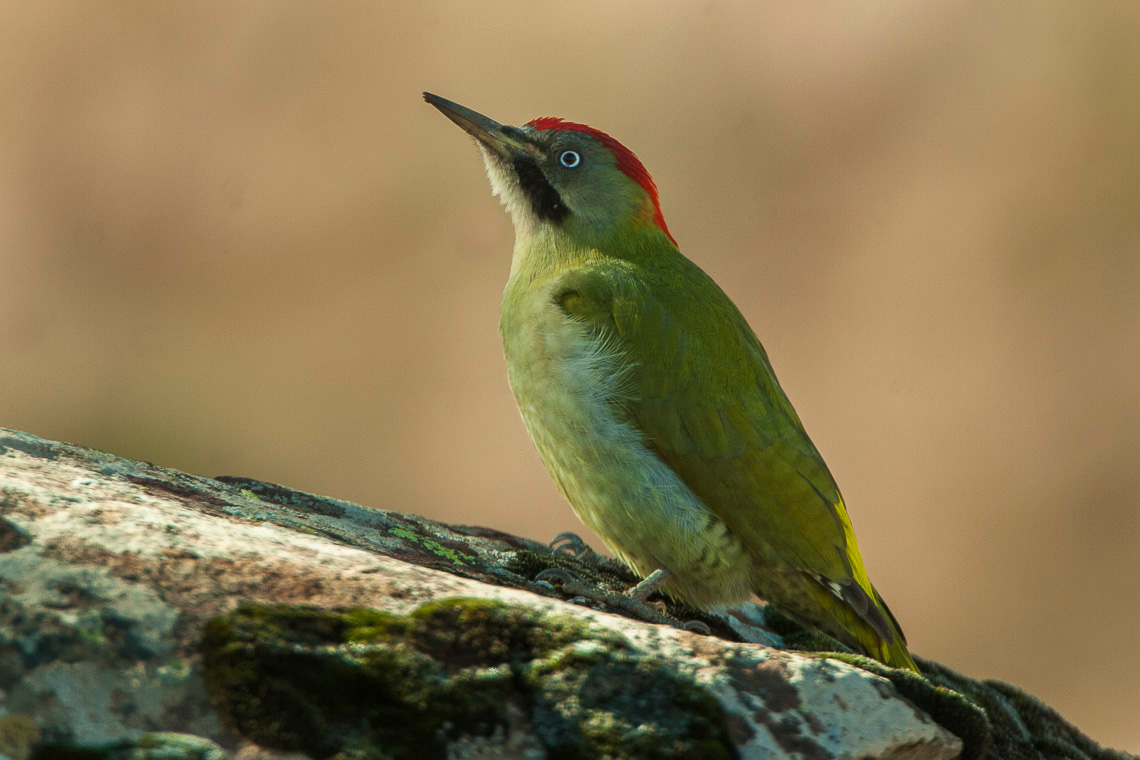
Levaillants specht (Picus vaillantii) ♀

## Gedrag en levenswijze

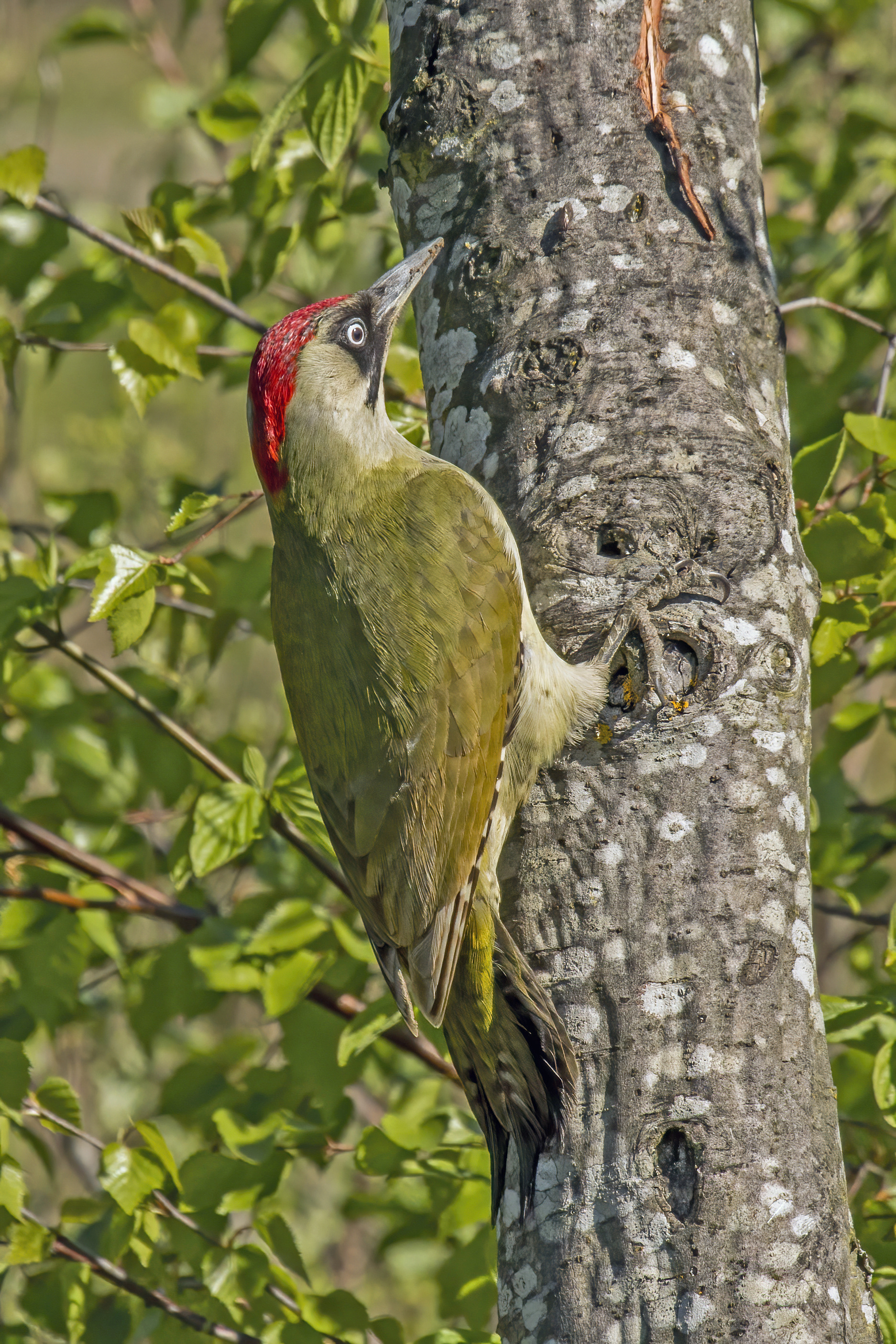
Vrouwtje op een boomstam

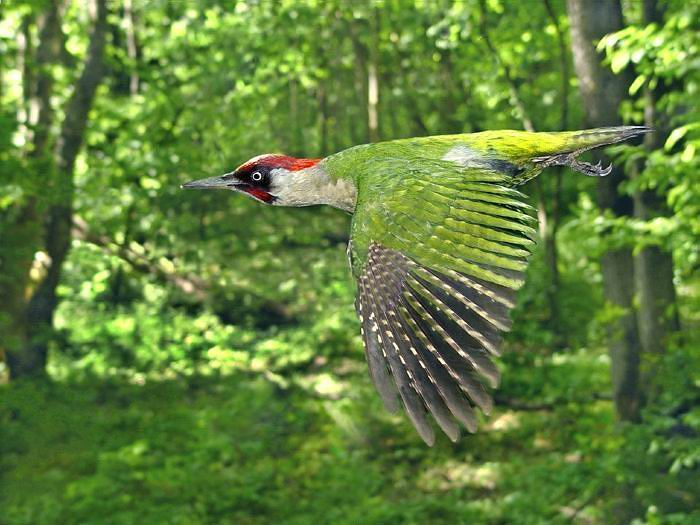
Vliegend mannetje

De groene specht is een sedentaire standvogel, die bij het foerageren vaak dezelfde routes gebruikt. In de zomer zijn deze routes meestal kort, in de winter dwaalt hij vaak verder van zijn slaapplaats en wordt hij ook aangetroffen in tuinen. De groene specht is een dagactieve vogel en doorgaans begint hij net na zonsopgang met het zoeken naar voedsel op de grond. De duur van de actieve periode is afhankelijk van het daglicht en varieert van acht uur in december tot vijftien uur in juli.

### Voortbeweging
De groene specht heeft een golvende vlucht, waarbij hij drie à vier vleugelslagen afwisselt met een korte glijvlucht met dichtgevouwen vleugels. In vergelijking tot de meeste andere spechten bevindt de groene specht zich veel op de grond en verplaatst zich hier veel behendiger. Afstanden tot drie meter legt hij met sprongetjes af van elk ruim 25 centimeter. In het duister vliegt hij niet, bij uitzondering zal de groene specht zich dan klimmend verplaatsen. Hij klimt vloeiender en minder schokkerig dan bijvoorbeeld de grote bonte specht (Dendrocopus major), maar minder snel dan de grijskopspecht. Een korte afstand tussen twee bomen overbrugt de groene specht door eerst omhoog te klimmen, gevolgd door een karakteristieke glijvlucht. Wanneer meer bomen dicht op elkaar staan, herhaalt hij deze manier meerdere keren kort op elkaar.

### Voedsel

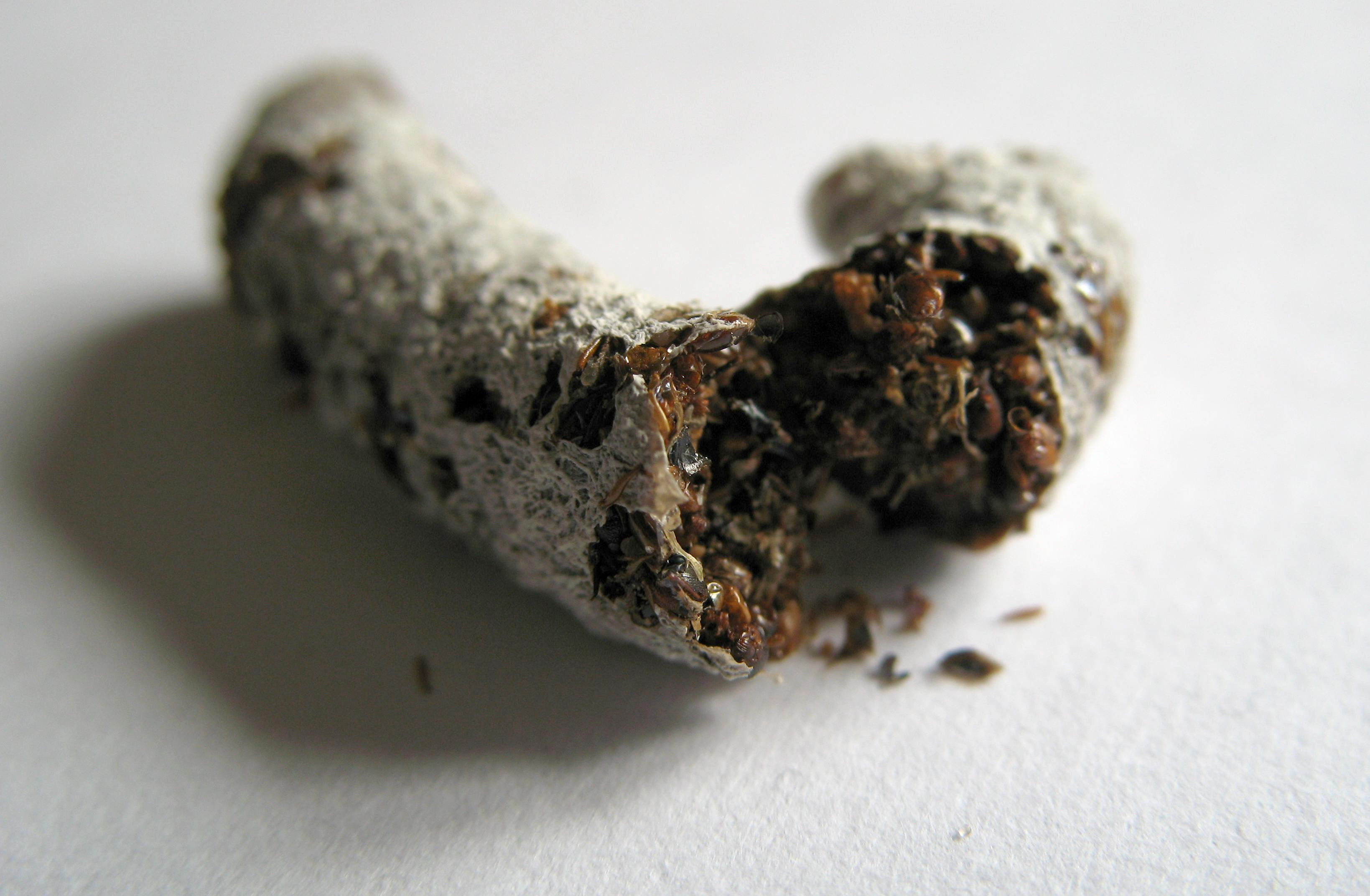
Ontlasting van de groene specht met mierenresten

De groene specht zoekt zijn voedsel bijna uitsluitend op de grond en hakt daarom aanzienlijk minder in bomen dan de meeste spechten. Hij voedt zich voornamelijk met mieren en hun larven die in de grond leven, en is hierin het meest gespecialiseerd van de Centraal-Europese spechten. De groene specht foerageert met name in kort gras op losse bovengrond, daar hier de meeste mierennesten te vinden zijn. Met zijn lange tong boort hij gaten van enkele centimeters diep, om vervolgens de prooidieren met behulp van zijn kleverige tong te vangen. Ook verwijdert hij met zijn snavel mos uit spleten en tussen stenen om bij zijn voedsel te kunnen komen.
De groene specht heeft een voorkeur voor behaarde bosmieren (Formica rufa) en andere mieren van het geslacht Formica. Daarnaast worden Lasius-soorten en andere mierensoorten gegeten. De langwerpige, cilindervormige uitwerpselen bestaan vaak geheel uit de resten van mieren. Soms voedt de groene specht zich met andere geleedpotigen, maar zelden met andere soorten ongewervelden. Ook jaagt hij soms op kleine reptielen. Soms vult de groene specht zijn dieet aan met bessen, zoals wilde lijsterbessen en de zaadmantels van de venijnboom, en vruchten als kersen, appels en druiven.
In de winter graaft de groene specht tunnels in de sneeuw om mierenhopen te bereiken. Er is waargenomen dat een exemplaar een tunnel van 85 centimeter groef. Ook voedt de groene specht zich 's winters met overwinterende geleedpotigen, zoals bodemwantsen, vliegen, muggen en spinnen.

### Communicatie

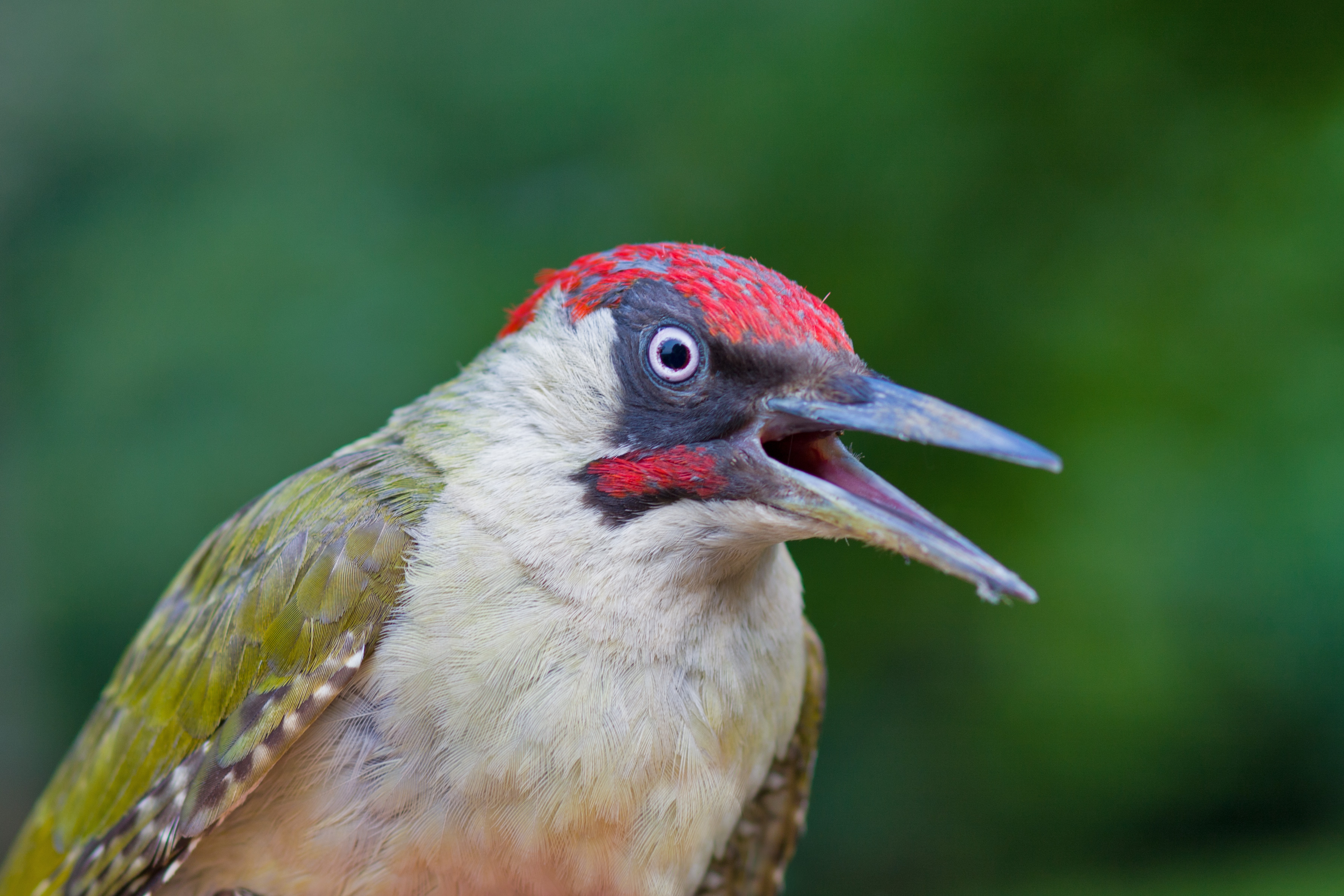

De groene specht roffelt zelden en doet dit zacht, snel en onregelmatig. Zijn territoriumroep is daarentegen opvallend en luid, vooral dat van het mannetje. Deze klinkt als een luide lach, bestaande uit tot twintig lettergrepen: kjuu-kjuu-kjuu. De baltsroep lijkt sterk op de territoriumroep, maar klinkt nasaler en aan het einde sneller en minder luid. Tijdens warm winterweer laat de groene specht regelmatig een duidelijk klu-uk horen, te vergelijken met de roep van de grijskopspecht, maar minder zuiver en lager in toonhoogte. Tijdens het landen laat de groene specht vaak een scherp kjak horen en bij verstoring of bedreiging een serie vergelijkbare geluiden die klinkt als kjuk-kjuk-kjuk-kjuk.

## Voortplanting en ontwikkeling
Binnen het eerste jaar van zijn leven wordt de groene specht geslachtsrijp. De gemiddelde generatielengte bedraagt 5,6 jaar. De balts begint in december met de eerste kreten van het mannetje en bereikt een hoogtepunt in de maanden januari en februari. In Centraal-Europa worden in half maart tot begin april de uiteindelijke paren gevormd en de grenzen van het broedterritorium bepaald.

### Nestholte
De groene specht is een holenbroeder en gebruikt een boomholte voor het grootbrengen van zijn broedsel. Vaak kiest hij hiervoor een eerder gebruikte nest- of slaapholte of een verlaten holte van andere spechten. Wanneer de groene specht zelf een nestholte uithakt kiest hij bij voorkeur een boom met vermolmd hout uit. Qua boomsoort lijkt de groene specht weinig kieskeurig te zijn. In West- en Centraal-Europa worden eiken, Fagus, wilgen en fruitbomen het meest gebruikt, in Noord-Europa vooral populieren.
Het uithakken van de nestholte gebeurt voornamelijk door het mannetje en neemt 15 tot 30 dagen in beslag. De hoogte van de nestholte varieert van een meter boven de grond tot in de top van een grote boom. De holte is relatief groot voor een specht en is 15 tot 40 centimeter diep. Het vlieggat is ongeveer 50 à 60 millimeter breed en 75 millimeter hoog. Sommige nestholtes worden meer dan tien jaar lang door broedende groene spechten gebruikt.

### Broedsel

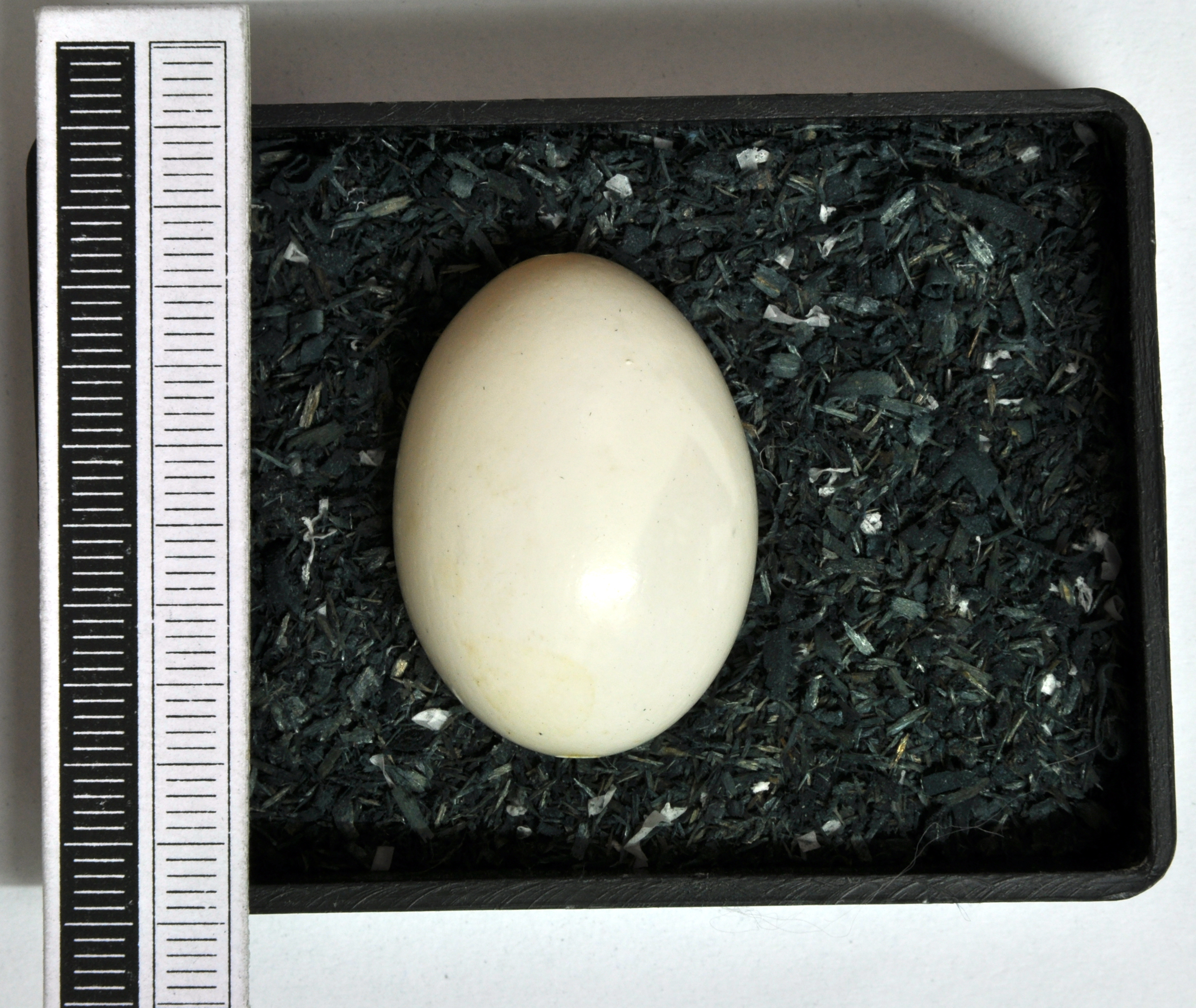
Ei van de groene specht

Tussen begin april en half mei worden vijf tot acht witte eieren gelegd, elk met een afmeting van gemiddeld 31 bij 23 millimeter en 8,9 gram zwaar. Beide ouders broeden de eieren in 14 tot 20 dagen uit en lossen elkaar om de 1,5 tot 2,5 uur af. Alleen wanneer een broedsel mislukt volgt binnen de broedperiode een tweede legsel. Hiervoor wordt doorgaans een nieuwe nestholte gebruikt.
De kuikens worden door beide ouders gevoerd met mieren en hun larven. Zij ontwikkelen zich in 21 tot 27 dagen tot vliegvlugge juvenielen. Ook nadat ze voor het eerst het nest verlaten hebben worden de juvenielen meestal nog door de ouders gevoerd, soms tot zeven weken na het uitkomen van de eieren.
Juvenielen met een leeftijd tot vijftien weken onderhouden een los contact met de ouders voordat zij een eigen territorium zoeken. Deze bevindt zich doorgaans op een korte afstand van hun geboorteplaats, meestal niet verder dan dertig kilometer.

## Verspreiding
Het verspreidingsgebied van de groene specht ligt voor ruim 75 procent in Europa en verder in het westen van Azië. In Europa komt de groene specht als standvogel voor in het grootste deel van het vasteland, in Groot-Brittannië en in het zuiden van Noorwegen en Zweden, tot aan de boreale zone. Hij komt als dwaalgast voor in Finland, Ierland, Gibraltar en Malta. Op het Iberisch Schiereiland leeft de verwante Iberische groene specht (P. sharpei), die voorheen als ondersoort werd beschouwd. De groene specht komt hier enkel in de omgeving van de Pyreneeën voor. In Azië komt de groene specht voor in Klein-Azië en naar het oosten tot in Turkmenistan, Iran en de Kaukasus.
De grootste populatie groene spechten bevindt zich in Centraal-Europa. Mogelijk als gevolg van de achteruitgang van de rode bosmier heeft de specht zijn dieet uitgebreid met andere soorten, zoals de wegmieren (Lasius niger). Hierdoor heeft hij zijn verspreidingsgebied verder uitgebreid.

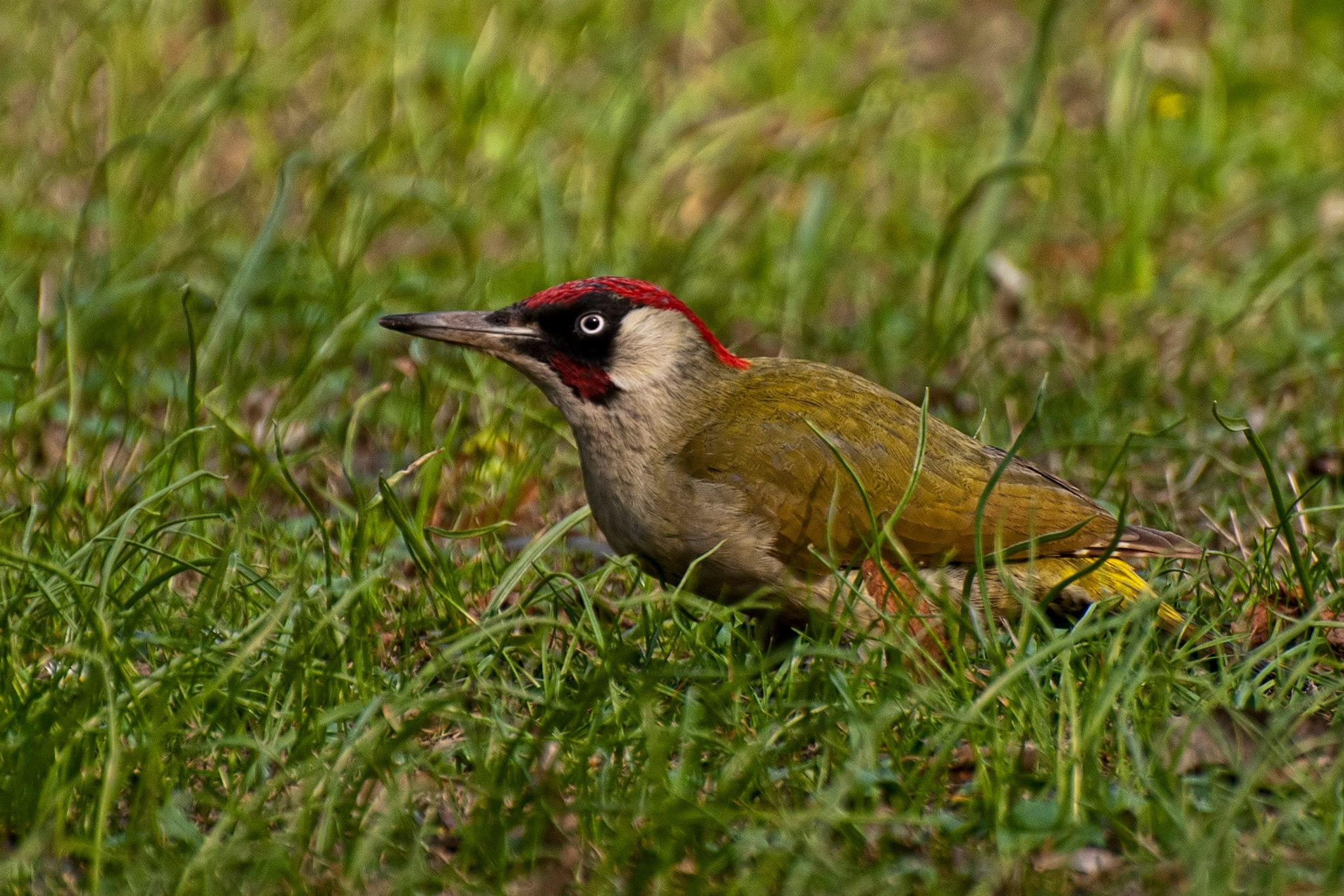
De groene specht leeft voornamelijk in open landschap.

### Habitat
De groene specht heeft een voorkeur voor landschap met oude loofbomen, afgewisseld met geschikt open gebied met genoeg mieren. Geschikte nest- en slaapplaatsen zijn open bossen, bosranden, parken en boomrijke tuinen. Foerageergebieden zijn onder andere graslanden, heides, bosaanplanten, boomgaarden en gazonnen.
Door zijn specialisatie in bodembewonende mieren is de groene specht kwetsbaar in strenge winters. Hij komt derhalve vooral voor in laaglanden en op berghellingen tot 500 meter boven zeeniveau. In de Alpen en de Zuidelijke Kaukasus wordt hij aangetroffen tot op een hoogte van 2000 meter, met uitersten van respectievelijk 2150 en 2745 meter boven zeeniveau.

### Beschermingsstatus
De groene specht heeft een groot verspreidingsgebied met een grote populatiedichtheid. Volgens een schatting van BirdLife International bedroeg het aantal Europese broedparen in 2015 587.000 tot 1.050.000, oftewel 1.180.000 tot 2.120.000 volwassen vogels. Men schat dat de Europese populatie 95 procent van het totaal uitmaakt.
De grootste bedreigingen zijn intensivering van landbouw en sommige bosbouwmethodes. Het creëren van akkerland uit weiland resulteert in minder mieren in het gebied, de voornaamste voedselbron van de groene specht. Ook harde winters zijn een bedreiging, daar de groene specht door dikke sneeuwlagen moeilijker bij zijn voedsel kan komen. Na een groot sterftecijfer heeft een populatie doorgaans tien jaar nodig om zich weer te herstellen.
De populatie groene spechten neemt vrijwel overal in Europa toe. De status van is derhalve als 'niet bedreigd' (LC of Least Concern) geklasseerd op de Rode Lijst van de IUCN. Op de Nederlandse Rode Lijst was de status kwetsbaar, daar de populatie van 6000 tot 7000 broedparen in de jaren zeventig van de 20e eeuw is gedaald naar 6000 tot 7000 broedparen rond 2000. Omdat er sinds 1990 sprake is van een toename is de groene specht bij de herziening van de lijst in 2016 van de rode lijst verdwenen.

## Taxonomie

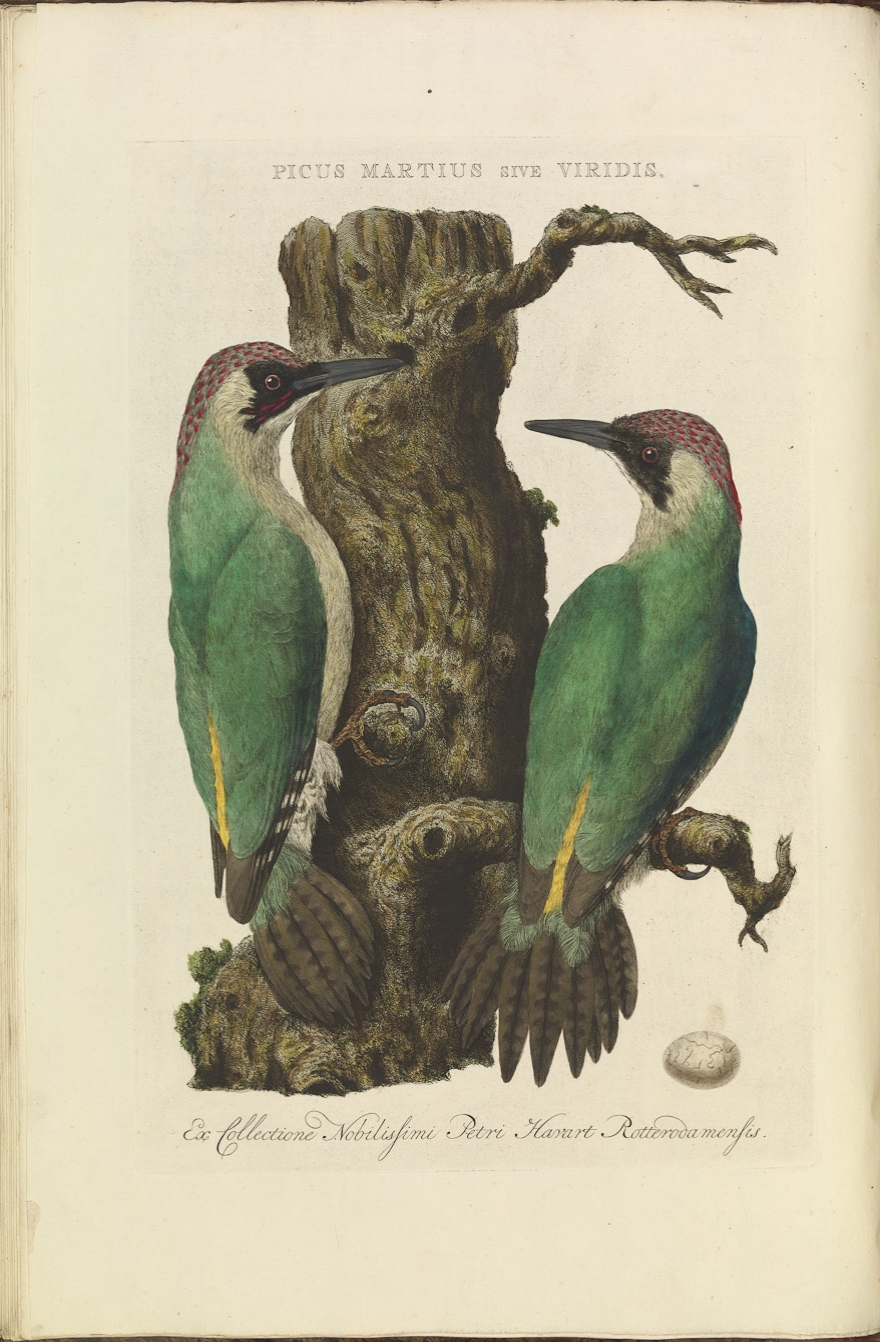
Groene spechten in Nederlandsche vogelen (1770)

De wetenschappelijke naam van de soort werd in 1758 gepubliceerd door Carl Linnaeus in de tiende editie van Systema naturae. De soortaanduiding viridis is Latijn voor 'groen'. Linnaeus nam de naam over van eerdere auteurs, waarvan hij Conrad Gesner, Ulisse Aldrovandi, Francis Willughby, John Ray, Eleazar Albin en Johann Leonhard Frisch noemt. In zijn Systema naturae plaatste Linnaeus alle echte spechten (Picinae) in het geslacht Picus, Latijn voor 'specht'. De groene specht is de enige uit deze oorspronkelijke groep die nu nog in dit geslacht wordt geplaatst.
De groene specht en de grijskopspecht (P. canus) zijn in Centraal-Europa de enige vertegenwoordigers van het geslacht Picus, dat in totaal 13 soorten telt. De Iberische groene specht (P. sharpei) en Levaillants specht (p. vaillanti) werden lange tijd als ondersoorten van de groene specht beschouwd, maar hebben tegenwoordig de status van soort.
Er worden drie ondersoorten onderscheiden: de nominaatondersoort P. v. viridis komt voor in Noord- en Centraal-Europa. De zuidelijke grens van zijn leefgebied wordt gevormd door de Pyreneeën, de Alpen, noordelijk Joegoslavië en Roemenië. Zuidelijk daarvan leeft P. v. karelini, van zuidoostelijk Europa tot zuidwestelijk Turkmenistan. Deze ondersoort heeft een doffer verenkleed. In zuidwestelijk Iran komt P. v. innominatus. Deze lijkt op P. v. karelini, maar heeft lichte wangvlekken, keel en borst. In 2011 werd op basis van een analyse van het mitochondriaal DNA voorgesteld om deze ondersoort de status van soort te geven.
Japanse groene specht (P. awokera) ·
grijskopspecht (P. canus) ·
kleine geelkuifspecht (P. chlorolophus) ·
Sumatraanse grijskopspecht (P. dedemi) ·
zwartkopspecht (P. erythropygius) ·
vuurvleugelspecht (P. puniceus) ·
roodkraagspecht (P. rabieri) ·
Iberische groene specht (P. sharpei) ·
geschubde groene specht (P. squamatus) ·
Levaillants specht (P. vaillantii) ·
Birmese schubbuikspecht (P. viridanus) ·
groene specht (P. viridis) ·
grote schubbuikspecht (P. vittatus) ·
kleine schubbuikspecht (P. xanthopygaeus)
grote bonte specht (Dendrocopos major) ·
middelste bonte specht (Dendrocoptes medius) ·
kleine bonte specht (Dryobates minor) ·
zwarte specht (Dryocopus martius) ·
groene specht (Picus viridis) ·
grijskopspecht (Picus canus)* ·
draaihals (Jynx torquilla)